# Bednarka (dopływ Łososiny)
Bednarka – potok, dopływ Łososiny o długości 5,22 km i powierzchni zlewni 9,52 km²}.
Potok płynie w Beskidzie Wyspowym, doliną oddzielającą pasmo Zęzowa od Kostrzy i ciągnącego się od niej grzbietu, na którym znajduje się miejscowość Rupniów. Ma źródła pomiędzy wzniesieniami Świnnej Góry w paśmie Kostrzy oraz Grońca w paśmie Zęzowa. Spływa początkowo we wschodnim kierunku, potem w południowym. Górna część biegu Bednarki znajduje się w obrębie miejscowości Rupiów, dolna miejscowości Piekiełko (obydwie w województwie małopolskim, w powiecie limanowskim, w gminie Limanowa). Pomiędzy wzniesieniami Zęzowa i Pęczakówki uchodzi do Łososiny na wysokości 370 m. Do Bednarki uchodzi wiele potoków spływających z pasma Zęzowa, Kostrzy i grzbietu Rupniowa.